# Fellner Henrik
Fellner Henrik (Újvidék, 1859. szeptember 28. – Budapest, 1932. június 23.) bankár, nagyiparos, 1927-től felsőházi tag.

## Életpályája
Fellner Albert kereskedő és Róth Regina fiaként született zsidó származású családban. Iskolai tanulmányait a kereskedelmi Akadémián végezte. 1887-ben lépett a Pesti Magyar Kereskedelmi Bank kötelékébe, 1892-től 1911-ig ügyvezető igazgatója. Ekkor átvette a tulajdonát képező Leipziger Vilmos Szesz- és Cukorgyár vezetését és attól fogva tevékenységét a gyáriparnak szentelte, amelynek európai hírű reprezentánsa. A Gyáriparosok Országos Szövetségének (GYOSZ) egyik vezetője, majd 1928-tól Chorin Ferenc után elnöke, közben a Pesti Magyar Kereskedelmi Bank is alelnökévé választotta.
Igazgatósági tagja volt az Egyesült Izzólámpa és Villamossági Rt., a Felten és Guilleaume Kábelgyár Rt., az Első Budapesti Gőzmalom Rt., a Salgótarjáni Kőszénbánya Rt.-nak és más nagyipari vállalatoknak.
Érdekességként megemlíthető, hogy Fellner Henrik banki vezetőként (Pesti Magyar Kereskedelmi Bank) 1925-ben belekeveredett egy 24 millió koronás – minden fedezet nélküli kifizetéses ügybe, melynek főszereplője egy Georges Deve nevű szélhámos volt. Az ügy további izgalmas része, a Georges Deve számára kiállított ajánlólevél révén a budapesti francia követség is belekeveredett az ominózus ügybe.

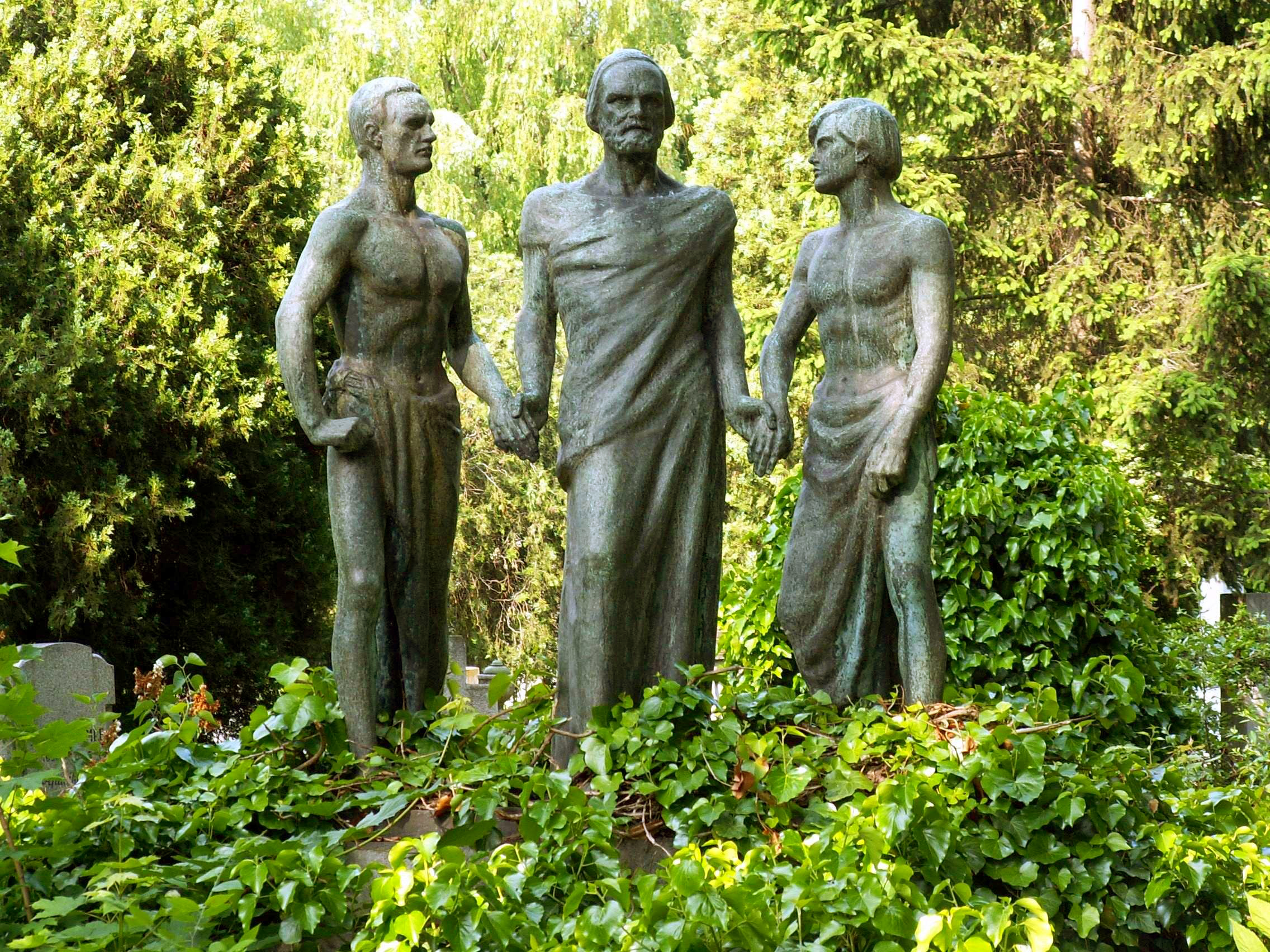
Sírja a Fiumei úti sírkertben (34-1-1). Beck Ö. Fülöp alkotása, 1933.

A kereskedelmi és iparkamarák 1927-től felsőházi tagnak választották.
1932. június 23-án halt meg Budapesten.

## Családja
Felesége Leipziger Matild Margit volt, Leipziger Vilmos (1840–1913) nagyiparos és Deutsch Jenny (1845–1897) lánya, akivel 1892. március 29-én Budapesten kötött házasságot.
Gyermekei:
- Fellner Lucia Regina (1893–?). Férje dr. Lakatos Gyula (1885–1941) ügyvéd, főhadnagy, országgyűlési képviselő.
- Fellner Pál (1893–1971) gyáros, országgyűlési képviselő.
- Fellner Alfréd (1895–1931) bankigazgató. Felesége Auernhelmer L. Clary.
- Fellner György (1896–1976). Felesége Milos Erzsébet, Milos György közgazdasági író, bankigazgató lánya.[5]
- Fellner Vilmos (1905–1983) közgazdász, egyetemi tanár.